# Hotaki-Dynastie
Die Hotaki-Dynastie (paschtunisch د هوتکيانو ټولواکمني) war eine afghanische Monarchie der Ghilzai-Paschtunen, welche im April 1709 von Mir Wais Hotak, resultierend aus einer erfolgreichen Revolution der Paschtunen gegen die schiitisch-safawidischen Herrscher in der Region, gegründet wurde. Zeitweise belief sich die territoriale Expansion der Hotakis über ein Gebiet, welches dem heutigen Afghanistan, Iran, Westpakistan und einigen Teilen Tadschikistans und Turkmenistans entspricht.

## Geschichte

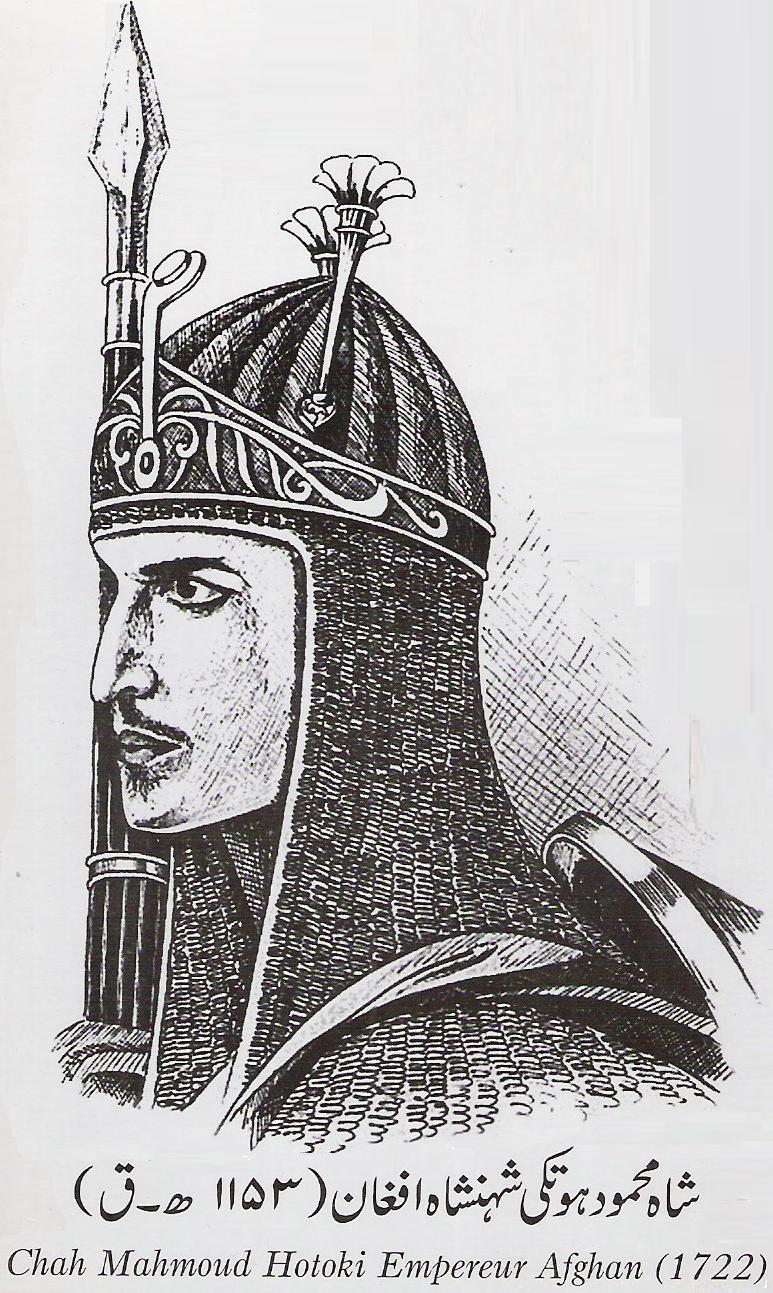
Der für seine Eroberung der persischen Hauptstadt Isfahan bekannte Schah Mahmud Hotaki

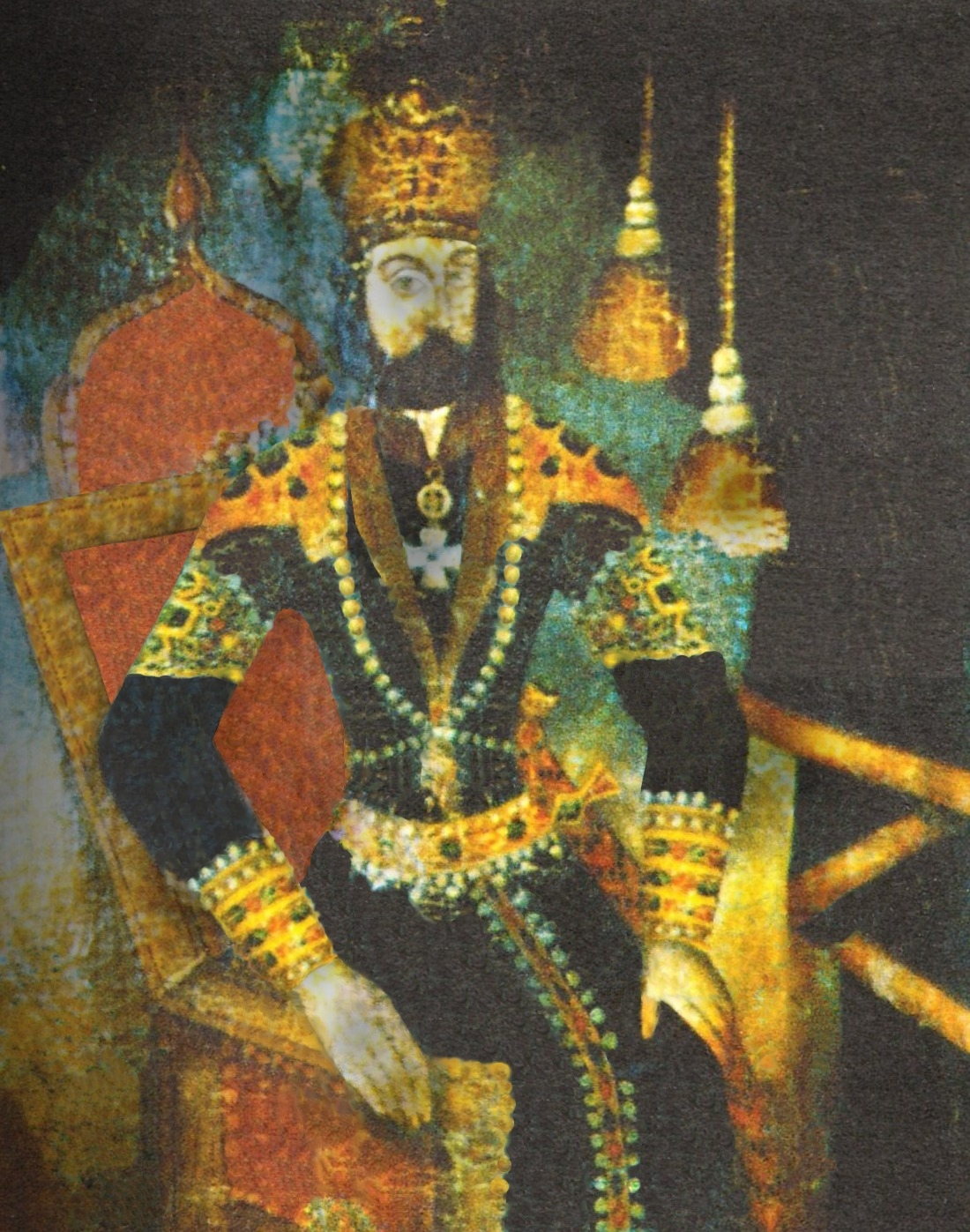
Der georgische Gouverneur und Oberbefehlshaber der Safawiden, Gorgin Khan, der durch seine Unterdrückung der sunnitischen Bevölkerung der Region der Auslöser für den Widerstand der Hotakis war

Das seit etwa 1500 bestehende persische Reich der Safawiden umfasste um 1700 neben dem Gebiet des heutigen Iran auch große Teile des heutigen Staates Afghanistan und des Kaukasus. Das Reich befand sich zu dieser Zeit jedoch in einer Schwächephase. Ein Grund dafür war, dass die Sunniten im Reich zwangsweise zur schiitischen Staatsreligion bekehrt werden sollten. Überwiegend sunnitisch waren im Osten des Reiches die Paschtunen mit ihren (untereinander verfeindeten) größten Stämmen, den Ghilzai und den Abdali. Die Hotakis, eine Untergruppe der Ghilzai, rebellierten 1709 in Kandahar unter Wais Hotak gegen den für seine Unterdrückung gegenüber Sunniten bekannten georgischen Gouverneur der Safawiden, Gorgin Khan, und übernahmen die Kontrolle über den Landesteil.
Mir Wais Hotaki starb 1715 eines natürlichen Todes und sein Bruder Abdul Aziz Hotak wurde sein Nachfolger. Er wurde allerdings nur zwei Jahre später von Mir Wais Khans Sohn Mir Mahmud Hotaki gestürzt. Nach der Krönung Mir Mahmud Hotakis, gelang es den Hotakis 1722 die Hauptstadt der Safawiden, Isfahan, im Kampf gegen eine doppelt so große Armee zu erobern. Die Dynastie der Safawiden war damit im Wesentlichen beendet.
Die Herrschaft der Hotakis in Persien war größtenteils von Grausamkeit und Unterdrückung geprägt, beispielsweise musste die Bevölkerung Isfahans sich nach 6 Monaten der Herrschaft von Ratten und Hunden ernähren.
Auch die damals für ihren Wohlstand bekannten Armenier in Persien blieben von der Herrschaft der Afghanen nicht unberührt, so kam es nach einer nicht erfüllten Anforderung von einer unbezahlbaren Summe an Steuern, gefordert von den Afghanen an die Armenier von Dschulfa, zur Plünderung der gesamten armenischen Siedlung. Mir Mahmud Hotaki forderte zudem auch mehr als 60 armenische Jungfrauen für seine Harems, diese Forderung wurde ihm erfüllt da die Armenier keine andere Wahl hatten, jedoch kam es, dass ein afghanischer General, der sich für diese Forderung Mir Mahmud Hotaki geschämt und geekelt hat, alle armenischen Jungfrauen unversehrt an ihre Familien zurückgab. Nichtsdestotrotz endeten mindestens 12 armenische Frauen in den Harems der Afghanen.
Die Hotaki-Dynastie befand sich in Schwierigkeiten, da ein interner Konflikt die Errichtung einer permanenten Kontrolle schwierig machte. Nach einem Massaker an Tausenden von Zivilisten, darunter auch mehr als 3000 religiösen Gebildeten, Adeligen und Mitgliedern der Safawidenfamilie, wurde die Hotaki-Dynastie entmachtet. Im Oktober 1729 wurde sie dann von Nader Schah, dem Führer der Afscharen, in der Schlacht von Damghan besiegt und wieder in den Osten vertrieben. Nader Schah marschierte 1738 in Kandahar ein und beseitigte die Hotaki-Dynastie. An ihrer Stelle wurden die loyalen Paschtunen des Abdalistammes eingesetzt. Der Hotaki-Dynastie folgte die kurzlebige Dynastie der Afschariden in Persien nach. Später sollten die Abdali unter Ahmad Schah nach Nader Schahs Tod in 1747 das Königreich von Afghanistan gründen.

## Herrscher
- Mir Wais Hotak
- Mir Mahmud Hotaki
- Aschraf Khan